# /dev/full
Trong Linux, FreeBSD, NetBSD /dev/full hoặc the always full device (tiếng Việt: thiết bị luôn đầy) là một tập tin đặc biệt luôn trả về mã lỗi ENOSPC (có nghĩa là "Bộ nhớ thiết bị đã đầy" hay "Thiết bị đã cạn bộ nhớ trống") khi ghi và trả về vô số 0 byte cho bất kỳ tiến trình nào đọc từ nó (tương tự như /dev/zero). Thiết bị này thường được sử dụng khi kiểm tra hành vi của một chương trình khi nó gặp lỗi "ổ đĩa đầy".
```
$ 
echo
 
"Hello world"
 
>
 
/dev/full

bash: echo: write error: No space left on device

```

## Lịch sử
Hỗ trợ cho /dev/full trong Linux được ghi nhận sớm nhất là vào năm 2007. Hỗ trợ gốc đã được thêm vào FreeBSD trong bản phát hành 11.0 vào năm 2016, trước đó nó được hỗ trợ thông qua một mô-đun tùy chọn có tên là lindev. /dev/full đã xuất hiện trong NetBSD 8.